# Fűz-gyökércincér
A fűz-gyökércincér (Stenocorus meridianus) a cincérfélék családjába tartozó, Eurázsiában honos bogárfaj. 

## Megjelenése
A fűz-gyökércincér testhossza 15-25 mm. A nőstény általában jóval nagyobb és kissé zömökebb. Testalkata megnyúlt, vállai szélesen kiemelkedőek, tora keskeny, a szárnyfedők a hím esetében erősen, a nősténynél kevésbé keskenyednek a vége felé. Teljes felső felszínén finom, aranyszín szőrök borítják. Hasi oldalának szőrzete igen sűrű. Feje és előtora fekete, a szárnyfedők színe változatos, a feketétől a halványbarnáig terjedhet; lehet egyszínű, de a vállak vagy a szárnyfedők közötti varrat lehet világosabb. Feje felül hosszában benyomott a nagy és erősen kidomborodó szemek között. Csápjai sötét színűek, de legalább az első ízük világosabb. A harmadik csápíz kissé hosszabb mint az ötödik, néha csak olyan hosszú, mint a negyedik. Előtora megnyúlt, kétoldalt egy-egy nagy dudorral. A szárnyfedők a vállnál a legszélesebbek, és fokozatosan keskenyednek a vége felé. Felszíne finoman és durván pontozott, a beszúrások helyenként sorokba rendeződnek. Karcsú lábai igen hosszúak, a comb (femur) és a lábszár (tibia) közép- vagy sötétbarna, az ötszelvényes lábfej (tarsus) fekete. 

## Elterjedése és életmódja
Eurázsiában honos a Brit-szigetektől a Bajkál-tóig. Északon Skandinávia déli részéig hatol, az Alpokban 2200 méterig megtalálható. Száma az utóbbi évtizedekben a ipari erdőkezelés miatt megcsappant. Közép-Európában a dombságok, középhegységek erdeinek lakója. Magyarországon általánosan elterjedt, mérsékelten gyakori.
A nyílt vagy felszakadozó lomberdőket kedveli, sűrű, virágzó bokrokkal teli erdőszéli növényzettel. Kifejlett példányaival május közepétől júliusig, egyes években augusztusig találkozhatunk. Különféle virágok (ernyősök, galagonya, bodza, fészkesvirágúak stb.) virágporával táplálkoznak, erőt gyűjtenek a párzás előtt. A nőstények különféle lombos fák (tölgy, szil, bükk, fűz, kőris, nyár, éger, gyümölcsfák, stb.) korhadó törzse, tuskója, gyökere mellé, a talajba rakják le petéiket. A kikelő lárvák befúrják magukat a kéreg alá és ott rágják a faanyagot; az idősebb lárvák mélyebbre, a xilémbe is behatolnak. Fejlődése két-három évig tart és végül 3,5-4 cm-esre gyarapszik. A gyökerek közül a fél cm átmérőjűekben is megtalálhatók. A korhadó gyökérbe rágott bábkamrában vagy 5-10 cm mélyen a talajban bebábozódik és tavasszal kikel az imágó. Egyes esetekben a kifejlett rovar ősszel vagy télen is kibújhat a bábból, de tavaszig akkor is a bábkamrában marad.

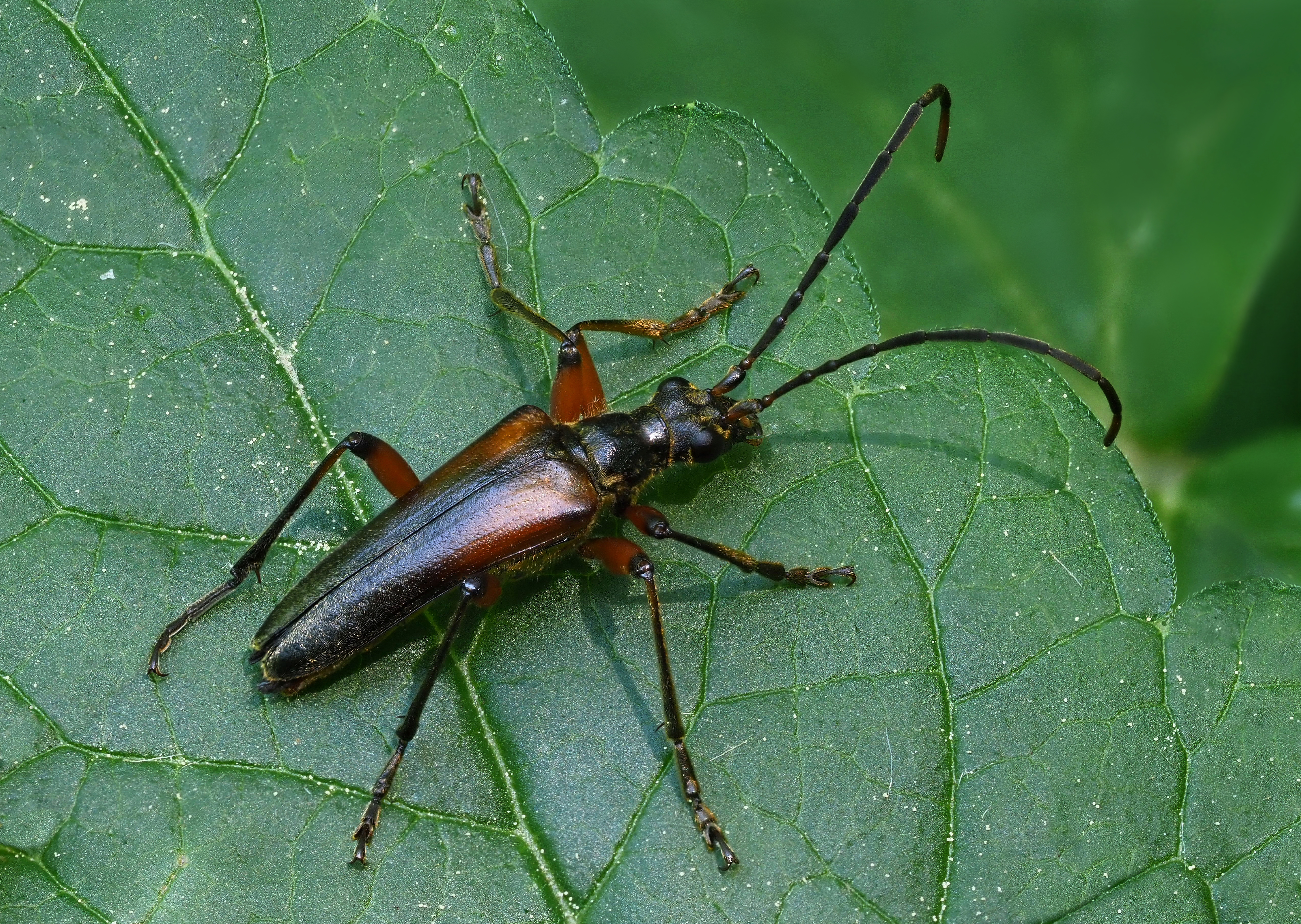
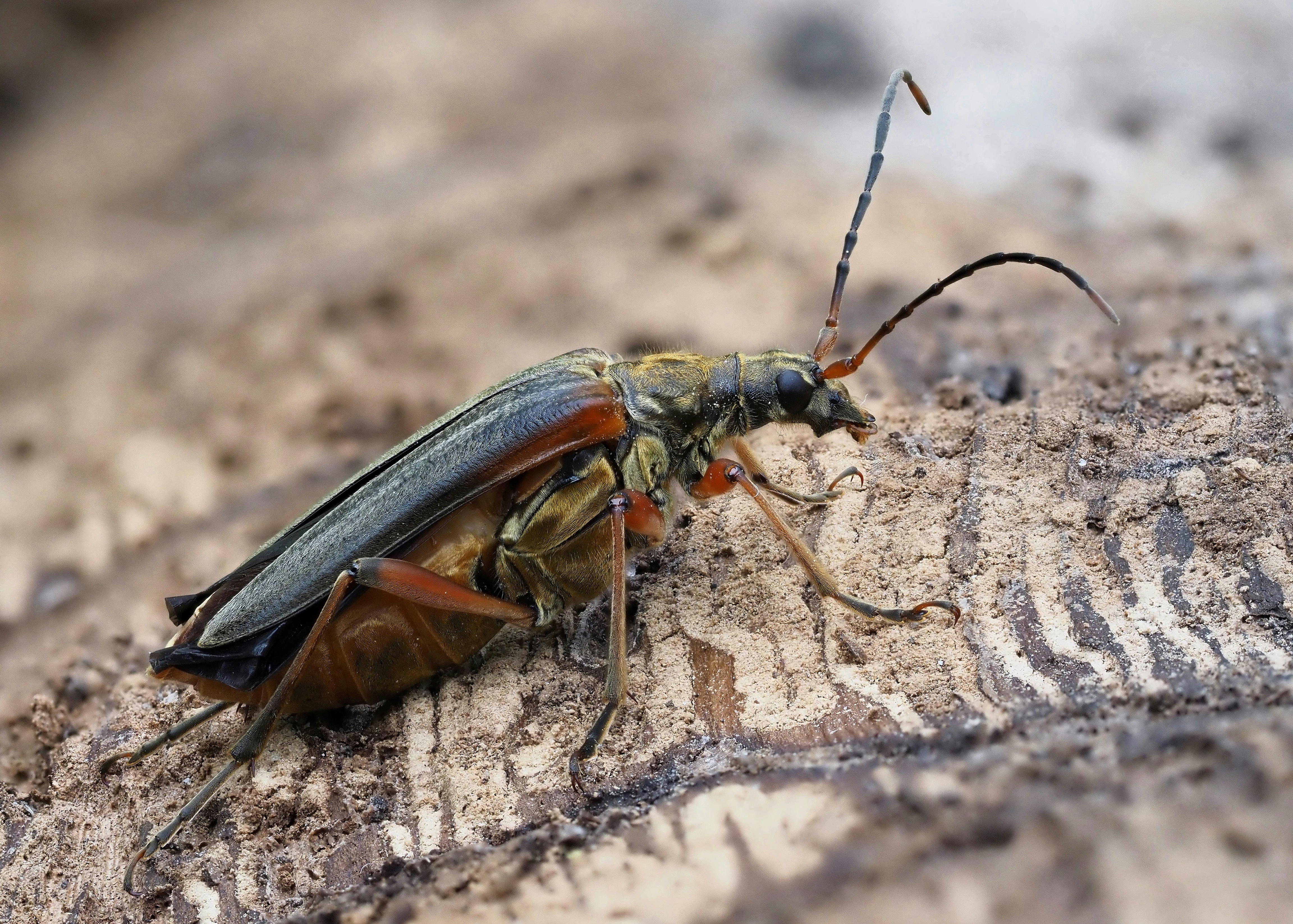
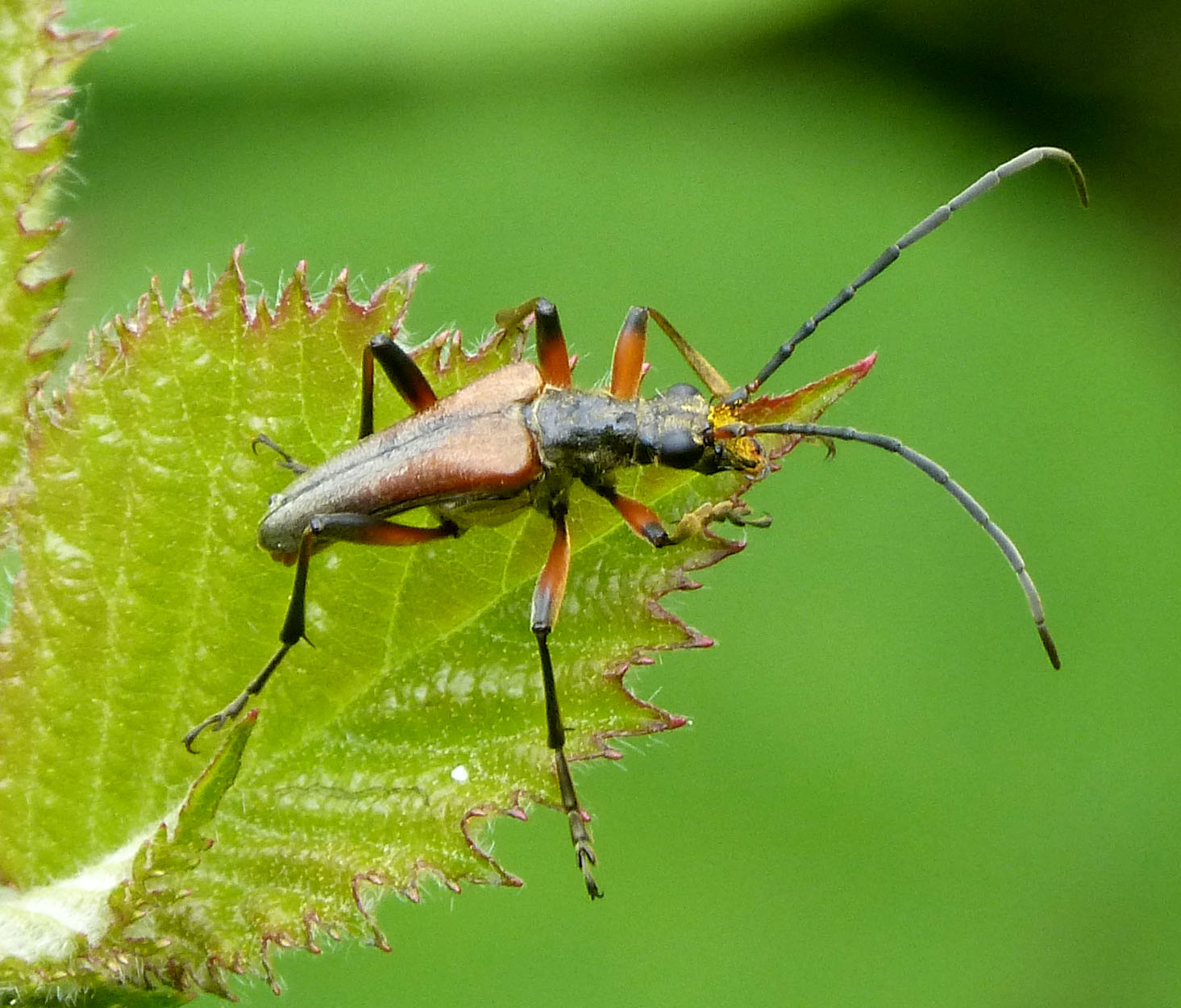
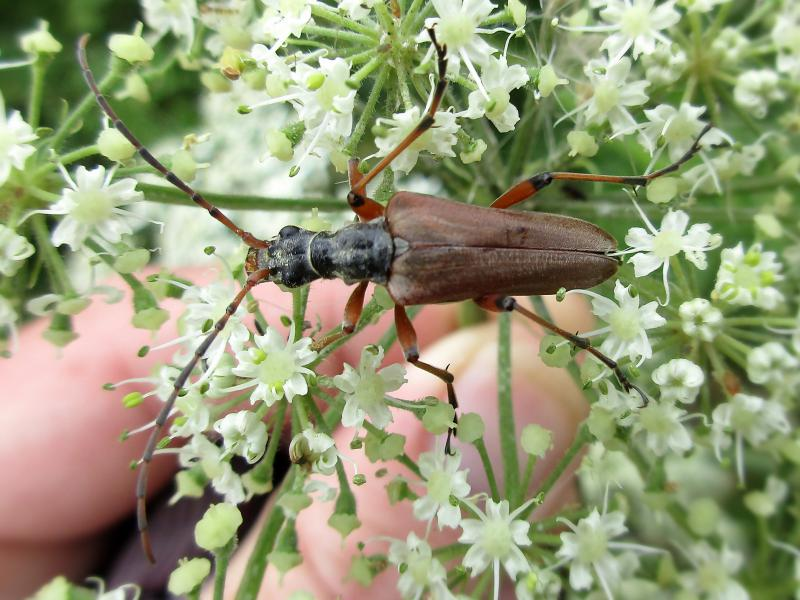
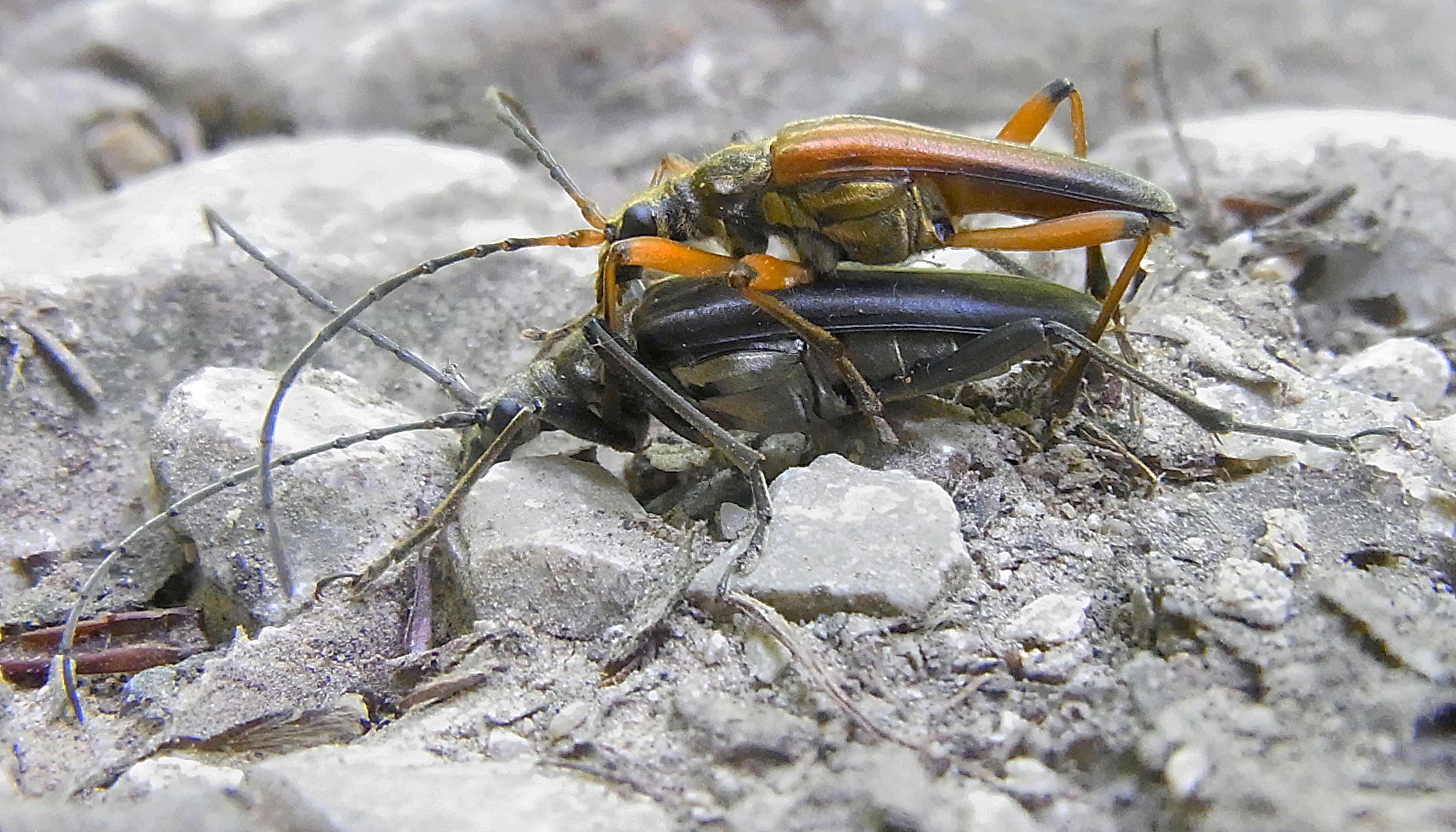

Magyarországon nem védett. 